# Рахонь, Стефан
Стефан Рахонь (пол. Stefan Rachoń; 4 января 1906, Острув-Любельски — 3 августа 2001, Ольштын) — польский дирижёр и композитор.
Учился в Варшавской консерватории (1929—1934) как скрипач, ученик Юзефа Яжембского и Ирены Дубиской; по окончании курса на протяжении трёх лет изучал дирижирование под руководством Гжегожа Фительберга. Выступал в кинотеатрах межвоенной Варшавы, во время Второй мировой войны руководил небольшим оркестром в Варшаве, а затем в Люблине. В 1945 г. выступил инициатором создания Оркестра Польского радио и руководил им до 1976 г. (до 1980 г. продолжал выступать с оркестром как постоянный дирижёр). Записал с оркестром ряд дисков (преимущественно лёгкой музыки), участвовал в известных польских песенных фестивалях (включая Международный фестиваль песни в Сопоте).

## Награды
- Командорский крест со звездой ордена Возрождения Польши (2 ноября 2000 года)[1].
- Офицерский крест ордена Возрождения Польши.
- Рыцарский крест ордена Возрождения Польши (8 июля 1954 года)[2].
- Золотой Крест Заслуги (21 сентября 1950 года)[3].
- Орден «Знак Почёта» (5 июня 1984 года, СССР) — за большой вклад в дело популяризации советской культуры и искусства в Польской Народной Республике, укрепления польско-советской дружбы[4].